# Ernolytis
Ernolytis é um gênero de mariposa pertencente à família Acrolepiidae.